# 内藤正義 (政治家)
内藤 正義（ないとう まさよし、1863年11月25日（文久3年10月15日） - 1941年（昭和16年）1月18日）は、日本の政治家、衆議院議員（2期）。

## 経歴
肥後国飽田郡合志村(のち熊本県飽託郡力合村、現・熊本市南区)生まれ。漢学を学ぶ。所得税調査委員、徴兵参事員、郡会議員、築港調査委員となる。また、熊本県農工銀行設立委員に任定され、飽田銀行、肥後農工銀行各頭取、帝国セメント取締役社長を務めた。
1895年、古荘嘉門の辞職による熊本1区の補欠選挙に立候補して当選する。1898年3月の第5回衆議院議員総選挙は不出馬。1898年8月の第6回衆議院議員総選挙では国民協会から立候補して復帰する。衆議院議員を2期務め、1902年の第7回衆議院議員総選挙は不出馬。1941年死去。